# Пшемкув (гміна)
Гміна Пшемкув (пол. Gmina Przemków) — місько-сільська гміна у південно-західній Польщі. Належить до Польковицького повіту Нижньосілезького воєводства.
Станом на 31 грудня 2011 у гміні проживало 8863 особи.

## Площа
Згідно з даними за 2007 рік площа гміни становила 108.04 км², у тому числі:
- орні землі: 44.00%
- ліси: 33.00%

Таким чином, площа гміни становить 13.85% площі повіту.

## Населення
Станом на 31 грудня 2011:
| Опис     | Загалом | Загалом | Чоловіки | Чоловіки | Жінки | Жінки |
| -------- | ------- | ------- | -------- | -------- | ----- | ----- |
| одиниця  | осіб    | %       | осіб     | %        | осіб  | %     |
| все      | 8863    | 100     | 4385     | 49.48    | 4478  | 50.52 |
| міське   | 6543    | 100     | 3208     | 49.03    | 3335  | 50.97 |
| сільське | 2320    | 100     | 1177     | 50.73    | 1143  | 49.27 |

## Сусідні гміни
Гміна Пшемкув межує з такими гмінами: Хоцянув, Ґавожице, Ґромадка, Неґославіце, Радваніце, Шпротава.